# Lussas
Lussas település Franciaországban, Ardèche megyében. Lakosainak száma 1142 fő (2022. január 1.). Lussas Darbres, Lavilledieu, Mirabel, Saint-Didier-sous-Aubenas, Saint-Laurent-sous-Coiron, Saint-Privat és Vesseaux községekkel határos.

## Népesség
A település népességének változása:
| Lakosok száma | 561  | 585  | 624  | 902  | 1088 | 1129 | 1159 | 1160 | 1154 | 1142 |
|               | 1968 | 1982 | 1990 | 2006 | 2013 | 2015 | 2017 | 2019 | 2020 | 2022 |